# Jeux (ballet)
 (septembre 2023).
Si vous disposez d'ouvrages ou d'articles de référence ou si vous connaissez des sites web de qualité traitant du thème abordé ici, merci de compléter l'article en donnant les références utiles à sa vérifiabilité et en les liant à la section « Notes et références ».
Pour les articles homonymes, voir Jeu (homonymie).
Jeux est un ballet en un acte de Claude Debussy, chorégraphié par Vaslav Nijinski, décors et costumes de Léon Bakst.

## Histoire
Au moment où on lui propose d'écrire ce ballet, Claude Debussy est dans une situation précaire : des années de maladies l'ont endetté, on lui diagnostique un cancer en 1909, et sa seconde épouse Emma Bardac vient d'être déshéritée à cause du mariage. Pour assurer sa subsistance, le compositeur se fait chef d'orchestre, tâche qu'il exécute maladroitement, et se retrouve contraint d'accepter des commandes, parfois sans enthousiasme.
Vaslav Nijinski a déjà créé un ballet à partir de L'Après-midi d'un faune (1910), que Debussy a trouvé affreux, et qui a provoqué un scandale. Diaghilev propose au compositeur d'écrire la musique d'un nouveau ballet, qui s'affranchirait des contes et mythes pour s'ancrer dans la vie quotidienne en évoquant un match de tennis interrompu par un crash d'avion. Debussy trouve l'argument absurde, Diaghilev double ses honoraires jusqu'à 10 000 francs-or et accepte de supprimer l'idée du crash.
Commandée au mois de juin 1912, la musique est composée par Debussy pendant l'été de cette même année. La partition est achevée à la mi-septembre, une réduction pour piano étant remise à Nijinsky et à Diaghilev quelques jours plus tard (elle sera publiée par Durand en avril 1913). La partition d'orchestre sera publiée chez le même éditeur avec le sous-titre Poème dansé.
Créé par les Ballets russes le 15 mai 1913 au Théâtre des Champs-Élysées de Paris, sous la direction de Pierre Monteux, le ballet a comme interprètes Nijinski, Tamara Karsavina et Ludmilla Schollar.
Nijinski, en même temps qu'il compose la chorégraphie du Sacre du printemps, prépare celle de Jeux, une œuvre difficile, qu'il rend confuse par le mélange de mouvements « modernes » (inspirés du tennis, du golf et des principes de Jaques-Dalcroze) et de danse académique (les filles dansent sur pointes, mais pieds parallèles).

## Réception et postérité
Jeux a été présenté à l'ouverture de la saison des Ballets russes au Théâtre du Châtelet le 15 mai 1913, deux semaines avant la célèbre première du Sacre du printemps, le 29 mai, qui lui a largement volé la vedette.
Le ballet est accueilli froidement, et les reprises de 1920 et 1923 ne suscitent pas plus d'enthousiasme.

### Argument
L'argument écrit par Nijinski se veut une « apologie plastique de l'homme de 1913 » :

« Dans un parc au crépuscule, une balle de tennis s’est égarée ; un jeune homme, puis deux jeunes filles s’empressent à la rechercher. La lumière artificielle des grands lampadaires électriques qui répand autour d’eux une lueur fantastique leur donne l’idée de jeux enfantins ; on se cherche, on se perd, on se poursuit, on se querelle, on se boude sans raison ; la nuit est tiède, le ciel baigné de douces clartés, on s’embrasse. Mais le charme est rompu par une autre balle de tennis jetée par on ne sait quelle main malicieuse. Surpris et effrayés, le jeune homme et les deux jeunes filles disparaissent dans les profondeurs du parc nocturne. »

### Réaction de Debussy
Le matin de la première, Debussy, qui manifeste dans plusieurs lettres ses réticences (« Il paraît que cela s’appelle la “stylisation du geste”… C’est vilain ! c’est même Dalcrozien (…) » (lettre à Robert Godet, 9 juin 1913) fait paraître dans le Matin cet article, prenant ironiquement ses distances avec la chorégraphie de Nijinsky :

« Je ne suis pas homme de science ; je suis donc mal préparé à parler de danse, puisque aujourd'hui on ne saurait rien dire de cette chose légère et frivole sans prendre des airs de docteur. Avant d’écrire un ballet, je ne savais pas ce que c’était qu’un chorégraphe. Maintenant, je le sais : c’est un monsieur très fort en arithmétique ; je ne suis pas encore très érudit, mais j’ai retenu pourtant quelques leçons… celle-ci par exemple : un, deux, trois, quatre, cinq ; un, deux, trois, quatre, cinq, six ; un, deux, trois ; un, deux, trois (un peu plus vite), et puis on fait le total.
Ça n’a l’air de rien, mais c’est parfaitement émotionnant, surtout quand ce problème est posé par l’incomparable Nijinsky. Pourquoi je me suis lancé, étant un homme tranquille, dans une aventure aussi lourde de conséquences ? Parce qu’il faut bien déjeuner, et parce que, un jour, j’ai déjeuné avec Monsieur Serge de Diaghilew, homme terrible et charmant qui ferait danser les pierres. Il me parla d’un scénario imaginé par Nijinsky, scénario fait de ce “rien du tout” subtil dont j’estime que doit se composer un poème de ballet : il y avait là un parc, un tennis, la rencontre fortuite de deux jeunes filles et d’un jeune homme à la poursuite d’une balle perdue, un paysage nocturne, mystérieux, avec ce je ne sais quoi d’un peu méchant qu’amène l’ombre ; des bonds, des tours, des passages capricieux dans les pas, tout ce qu’il faut pour faire naître le rythme dans une atmosphère musicale. D’ailleurs, il faut bien que je l’avoue, les spectacles des “Russes” m’ont si souvent ravi par ce qu’ils ont de sans cesse inattendu, la spontanéité naturelle ou acquise de Nijinsky m’a si souvent touché, que j’attends comme un enfant bien sage à qui on a promis le théâtre, la représentation de Jeux dans la bonne Maison de l’avenue Montaigne – qui est la Maison de la Musique.
Il me semble que les “Russes” ont ouvert, dans notre triste salle d’études où le maître est si sévère, une fenêtre qui donne sur la campagne. Et puis, pour qui l’admire comme moi-même, n’est-ce point un charme que d’avoir Tamar Karsavina, cette fleur doucement infléchie, pour interprète et de la voir avec l’exquise Ludmila Schollar jouer ingénument avec l’ombre de la nuit ?… »

— Claude Debussy, texte repris dans Monsieur Croche antidilettante, Gallimard, 1971, p. 236-237.

## Orchestre
Dans son analyse comparée de Jeux de Debussy et du Sacre du printemps de Stravinsky, Jean Barraqué considère que « leurs œuvres majeures de ce temps-là ne révèlent d'affinités qu'au niveau des procédés » dans l'orchestration, qui sont « ceux de l'époque : hyper-division des pupitres de cordes, etc. ».

## Analyse de la musique
Après Khamma, c'est la seconde œuvre que Debussy écrit pour le ballet.
Jeux est construit comme une série de variations ou un rondo, basé sur des fragments mélodiques qui circulent au sein de la musique
.

## Autres versions
- 1920 (25 octobre) : chorégraphie de Jean Börlin et décors de Pierre Bonnard pour les Ballets suédois de Rolf de Maré

### Iconographie
- Photographies de Ludmilla Schollar, Vaslav Nijinsky et Tamara Karsavina en tenue de scène lire en ligne sur Gallica